# Steuermann Holk
Steuermann Holk ist ein deutscher Stummfilm von 1920 unter der Regie von Ludwig Wolff mit Paul Wegener in der Titelrolle und Asta Nielsen in der weiblichen Hauptrolle.

## Handlung
Der Hamburger Steuermann Holk fühlt sich durch und durch dem Meer verbunden, ein waschechter Seebär, der sich nur auf hoher See wirklich wohlfühlt. Sein gutes und empfindsames Wesen steht in klarem Kontrast zu seinem kraftvollen Äußeren und seiner zupackenden Art. Holks Herz gehört ganz und gar der hübschen blonden Doris Reese, die daheim an Land auf ihn warten will. Er schreibt ihr auch, doch der Zufall will es, dass sie seinen Brief nicht erhält, weil die Adresse darauf verschmiert wurde. Und so glaubt Doris, dass Holk das Interesse an ihr verloren hat und heiratet schließlich einen anderen Mann. Als Holk davon erfährt, ist er geknickt, findet aber Trost bei der französischen Dirne Isabelle Bouflon.
Obwohl er weiß, dass er nicht der einzige Mann in ihrem Leben sein wird, heiratet er diese Frau mittleren Alters. Isabelle Holk ist jedoch nicht bereit, ihrem bisherigen Lebenswandel abzuschwören und beginnt ihn nach Strich und Faden zu betrügen, unter anderem auch mit seinem Steuermannkollegen Thimm. Bald erscheint Holk sein Leben ruiniert, und in rasender Wut erwürgt er Isabelle, nachdem sie ihn in einer Kneipe herausgefordert und bloßgestellt hat. Holk muss daraufhin ins Gefängnis. Als er wieder freikommt, sieht er seine Freundin von einst wieder, die jedoch gebunden ist. Holk erkennt, dass seine wahre Liebe wohl immer nur dem Meer gehören wird und kehrt dem Land den Rücken.

## Produktionsnotizen
Steuermann Holk entstand im Maxim-Film-Atelier in der Blücherstraße 32 zu Berlin, passierte die Filmzensur am 10. November 1920, erhielt Jugendverbot und wurde bereits am darauffolgenden Tag im Berliner U.T. Kurfürstendamm uraufgeführt. Der Film besaß fünf Akte und war 1822 Meter lang.
Die Filmbauten stammen aus der Hand von Rochus Gliese.
Bei diesem Film arbeiteten die Nielsen und Wegener (Lebende Buddhas) erstmals zusammen.

## Kritiken
Paimann’s Filmlisten resümierte: „Stoff und Szenerie sehr gut. Photos und Spiel ausgezeichnet.“

„Einen Partner nach Maß, einen Menschendarsteller von hohen Graden, fand die Nielsen in Paul Wegener für den Film ‚Steuermann Holk‘. Auch das einfache Dasein dieser beiden Menschen ist erfüllt von tiefer seelischer Spannung und gibt der Nielsen als Isabella Holk eine ihrer großen Rollen.“